# 眼心臓反射
眼心臓反射（がんしんぞうはんしゃ、英：oculocardiac reflex）とは、主にヒトにおいて眼球付近の手術を実施した際に、徐脈や不整脈、場合によっては心停止をきたすことのある反射である。眼球心臓反射と呼ばれたり、アシュネル反射（Aschner reflex）と呼ばれることもある。眼球付近を走る第V脳神経の三叉神経に刺激が加わったことで、第X脳神経の迷走神経に影響が出て心臓にも影響を与えることで発生する。

## 手術時の対応
眼心臓反射は特に子供で起こることが多いが、成人で発生した症例もあるため、眼球付近を手術する際には眼心臓反射によって最悪の場合、心停止をきたす場合もあることを前提に適切な対処ができるようにしておく必要がある。また眼心臓反射が発生する可能性のある手術の前に予防のため、迷走神経から心臓への刺激を伝わりにくくするために、心臓に発現しているアセチルコリン受容体であるM2受容体をブロックする目的で、アトロピン（ムスカリン受容体拮抗薬）を予め投与しておくこともある。しかし仮にムスカリン受容体拮抗薬を投与しておいたとしても、眼心臓反射による心停止は完全に防げるわけではない。実際にアトロピンを予防的に投与しておいたにも拘わらず心停止をきたした症例の報告もある。いずれにしても心停止した場合は救命処置が必要となる。ただ幸いなことに眼心臓反射が原因の心停止は、直後であれば心臓マッサージなどで比較的簡単に再鼓動する。また単に徐脈になっただけの場合は三叉神経への刺激をやめれば心拍数は通常元に戻る。